# Ophthalmolabus goudotii latirostris
Ophthalmolabus goudotii latirostris es una especie de coleóptero de la familia Attelabidae.

## Distribución geográfica
Habita en Comoras.